# Johan Strömwall
Ted Johan Harry Strömwall, född 14 januari 1964 i Högsbo i Göteborg, är en svensk före detta ishockeyspelare (forward) och ishockeytränare.
Strömwall var med att ta upp Luleå HF till Elitserien 1984 och gjorde sedan 14 säsonger med klubben, inklusive SM-guldsäsongen 1995-96. 1998 pensionerades hans tröjnummer 12 i Luleå HF, och hans tröja hängdes upp i Delfinens (nu Coop Norrbotten Arenas) tak.
Han spelade 86 A-landskamper, var med i två VM och vann silver i VM 1990. Han spelade även i Piteå HC och österrikiska Klagenfurter AC, där han gjorde 36 mål och 53 assist på 49 matcher. 
Strömwall har bland annat varit egen företagare, klubbdirektör för Luleå HF 2003-05 och tränare i HC Bolzano (Italien), EK Zell am See, Villacher SV (Österrike) och Södertälje SK (Sverige) mellan 2005 och 2014.
Från och med januari 2020 är han klubbdirektör för SBBK (Södertälje Basketboll Klubb).
Johan Strömwalls son Malte Strömwall är också ishockeyforward.